# Lijst van rijksmonumenten in Wapenveld
Onderstaande tabel geeft een overzicht van de rijksmonumenten in de plaats Wapenveld (gemeente Heerde) en nabijgelegen gehuchten. De objecten worden getoond zoals deze zijn geregistreerd in het Rijksmonumentenregister, inclusief onderdelen van een monument met een eigen rijksmonumentnummer.
| Object | Oorspronkelijke functie?  | Bouwjaar                         | Architect | Locatie                 | Coördinaten?                 | Nr.?   | Afbeelding                                                   |
| --- | ------------------------- | -------------------------------- | --------- | ----------------------- | ---------------------------- | ------ | ------------------------------------------------------------ |
| Boerderij, rieten wolfdak, voorgevel met vlechtingen en vensters, waarin 16-ruits en 9-ruitsschuiframen met luiken. Op het erf een schuurtje van gepotdekselde, houten delen onder een rieten wolfdak | Boerderij                 | begin 19e eeuw                   |           | Groteweg 115            | 52° 26' 44" NB, 6° 4' 12" OL | 21139  | Meer afbeeldingen                                            |
| Voormalig Tolhuis met houten galerij in quasi-Moorse trant | Bijgebouwen kastelen enz. | derde kwart 19e eeuw             |           | Groteweg 12             | 52° 25' 32" NB, 6° 3' 49" OL | 21140  | Meer afbeeldingen                                            |
| De Vlijt | Industrie- en poldermolen | 1879                             |           | Groteweg 54             | 52° 26' 20" NB, 6° 4' 21" OL | 21141  | Meer afbeeldingen                                            |
| Boerderij waarvan het in de 19e eeuw verbouwde woongedeelte een overblijfsel is van het laat-middeleeuwse Fraterklooster Hulsbergen                                                                   | Boerderij                 | late middeleeuwen                |           | Kanaaldijk 85           | 52° 26' 43" NB, 6° 4' 35" OL | 21142  | Meer afbeeldingen                                            |
| De Wielewaal | Industrie- en poldermolen | 1870                             |           | Kanaaldijk bij 83       | 52° 26' 25" NB, 6° 4' 28" OL | 21143  | Meer afbeeldingen                                            |
| Hallenhuisboerderij | Boerderij                 | 1500                             |           | Overweg 1               | 52° 26' 8" NB, 6° 4' 19" OL  | 508528 | Meer afbeeldingen                                            |
| Bakhuis | Boerderij                 |                                  |           | Overweg 1               | 52° 26' 8" NB, 6° 4' 19" OL  | 511170 | Meer afbeeldingen                                            |
| Wagenschuur is aan de achterzijde van de boerderij en haaks op de nokas gesitueerd | Boerderij                 |                                  |           | Overweg 1               | 52° 26' 8" NB, 6° 4' 19" OL  | 511171 | Upload foto                                                  |
| Zomerhuis is gesitueerd aan de linkerzijde van het voorhuis van de boerderij | Boerderij                 |                                  |           | Overweg 1               | 52° 26' 8" NB, 6° 4' 19" OL  | 511172 | Meer afbeeldingen                                            |
| Schuurtje | Boerderij                 |                                  |           | Overweg 1               | 52° 26' 8" NB, 6° 4' 19" OL  | 511173 | Upload foto                                                  |
| Hooiberg | Boerderij                 |                                  |           | Overweg 1               | 52° 26' 8" NB, 6° 4' 19" OL  | 511174 | Meer afbeeldingen                                            |
| Boerderij geflankeerd door twee bijschuren die beide door een tussenlid met het hoofdgebouw zijn verbonden waardoor een grondplan ontstaat van een vork                                               | Boerderij                 | 1875-1900                        |           | Kanaaldijk 63           | 52° 25' 33" NB, 6° 4' 47" OL | 520204 | Meer afbeeldingen                                            |
| Vrijstaande schuur | Boerderij                 | 1875-1900                        |           | Kanaaldijk 63           | 52° 25' 33" NB, 6° 4' 47" OL | 520205 | Meer afbeeldingen                                            |
| Kapberg | Boerderij                 | 1875-1900                        |           | Kanaaldijk 63           | 52° 25' 33" NB, 6° 4' 47" OL | 520206 | Meer afbeeldingen                                            |
| Keersluis | Waterkering en -doorlaat  | 1894                             |           | Werverweg               | 52° 26' 12" NB, 6° 4' 56" OL | 520208 | Keersluis                                                    |
| Vrijstaand, houten dijkmagazijn aan de zuidzijde van de dijk | Opslag                    | 1900                             |           | Kloosterweg bij de stuw | 52° 26' 8" NB, 6° 5' 20" OL  | 520209 | Vrijstaand, houten dijkmagazijn aan de zuidzijde van de dijk |
| Woonhuis van het type villa | Woonhuis                  | 1896                             |           | Kloosterweg 8           | 52° 26' 34" NB, 6° 4' 31" OL | 520215 | Meer afbeeldingen                                            |
| Gemaal Pouwel Bakhuis | Gemaal                    | 1919                             |           | Werverdijk bij 4        | 52° 26' 14" NB, 6° 5' 20" OL | 520216 | Meer afbeeldingen                                            |
| Sluiskom | Waterkering en -doorlaat  | 1919                             |           | Werverdijk bij 4        | 52° 26' 14" NB, 6° 5' 20" OL | 525488 | Meer afbeeldingen                                            |
| Molen van Volkers (molenromp) | Industrie- en poldermolen | 1857 (bouw) ca. 1930 (verdwenen) |           | Kanaaldijk 46           | 52° 25' 11" NB, 6° 4' 40" OL | 527475 | Molen van Volkers (molenromp)                                |